# Copa América de Fútbol Playa 2023
La Copa América de Fútbol Playa de 2023 fue la IV edición de este torneo de selecciones nacionales absolutas pertenecientes a la Confederación Sudamericana de Fútbol. Se celebró en la ciudad de Rosario, Argentina, entre el 11 y el 19 de marzo de 2023.
El torneo se realizó por segundo año consecutivo, sirviendo en esta ocasión como clasificatoria a la Copa Mundial de Fútbol Playa FIFA 2024 a disputarse en Dubai. Los tres cupos se otorgarán a los tres primeros lugares del torneo.

## Equipos participantes
Participan en la competición las 10 selecciones pertenecientes a la Conmebol.
| Equipos participantes | Equipos participantes | Equipos participantes | Equipos participantes | Equipos participantes |
| --------------------- | --------------------- | --------------------- | --------------------- | --------------------- |
| Argentina             | Bolivia               | Chile                 | Paraguay              | Uruguay               |
| Brasil                | Colombia              | Ecuador               | Perú                  | Venezuela             |

## Organización

### Calendario
| FG | Fase de grupos | 1/2 | Semifinales | F | Finales |

| Marzo de 2023          | 11 Sáb | 12 Dom | 13 Lun | 14 Mar | 15 Mié | 16 Jue | 17 Vie | 18 Sáb  | 19 Dom |
| ---------------------- | ------ | ------ | ------ | ------ | ------ | ------ | ------ | ------- | ------ |
| Fase (n.º de partidos) | FG (4) | FG (4) | FG (4) |        | FG (4) | FG (4) |        | 1/2 (2) | F (2)  |

## Sorteo
El sorteo se celebró el 16 de febrero de 2023 en la sede de la Conmebol en Luque, Paraguay. Las 10 selecciones fueron sorteadas en dos grupos de cinco selecciones. Previamente, las selecciones de Argentina y Paraguay fueron asignadas automáticamente al grupo A como país anfitrión y al grupo B como campeón de la pasada edición, respectivamente. Los restantes bombos se asignaron según las posiciones del último torneo. asignadas a los diferentes bombos según su clasificación final en la anterior edición del torneo, disputada en 2022.
| Brasil |
| Chile  |

| Venezuela |
| Perú      |

| Uruguay  |
| Colombia |

| Ecuador |
| Bolivia |

## Fase de grupos
- Los horarios corresponden a la hora de Argentina (UTC-3).

La primera ronda se celebra entre el 11 y el 16 de marzo de 2023 y en ella participan diez selecciones que se dividieron en dos grupos de cincoselecciones. Las dos mejores selecciones de cada grupo avanzan a las semifinales, momento en el que se disputan encuentros eliminatorios.
El puntaje atribuido a los equipos de acuerdo con el resultado es el siguiente:
- Victoria en tiempo normal: 3 puntos para el equipo ganador.
- Victoria en tiempo suplementario: 2 puntos para el equipo ganador.
- Victoria en tanda de penaltis: 1 punto para el equipo ganador.
- Derrota: equipo derrotado no marca punto

En caso de igualdad de puntos, se utilizan los siguientes criterios de desempate, en este orden:
1. Mayor número de puntos obtenidos en los partidos entre los equipos en cuestión.
2. Enfrentamiento directo entre los equipos implicados en cuestión.
3. Mayor diferencia de goles en los partidos entre los equipos en cuestión.
4. Mayor cantidad de goles a favor en los partidos entre los equipos en cuestión.
5. Mayor diferencia de goles en todos los partidos.
6. Mayor cantidad de goles en todos los partidos.
7. Menor número de tarjetas rojas.
8. Menor número de tarjetas amarillas.
9. Sorteo.

Cada equipo obtiene tres puntos por victoria en tiempo reglamentario, dos puntos por victoria en tiempo extra, un punto por victoria en tanda de penaltis y ningún punto en caso de derrota (artículo 19 del reglamento).
     Clasificado para las semifinales.

### Grupo A
| Equipo    | Pts | PJ | PG | PG+ | PP | GF | GC | Dif |
| --------- | --- | -- | -- | --- | -- | -- | -- | --- |
| Brasil    | 12  | 4  | 4  | 0   | 0  | 35 | 7  | 28  |
| Argentina | 8   | 4  | 2  | 1   | 1  | 14 | 17 | -3  |
| Uruguay   | 6   | 4  | 2  | 0   | 2  | 14 | 17 | -3  |
| Perú      | 3   | 4  | 1  | 0   | 3  | 11 | 17 | -6  |
| Ecuador   | 0   | 4  | 0  | 0   | 4  | 14 | 30 | -16 |

| 11 de marzo de 2023 | Ecuador | 5:6 | Perú | Predio de la Rural, Rosario |  |

| 11 de marzo de 2023 | Argentina | 5:4 | Uruguay | Predio de la Rural, Rosario |  |

- Libre:  Brasil

| 12 de marzo de 2023 | Uruguay | 2:6 | Brasil | Predio de la Rural, Rosario |  |

| 12 de marzo de 2023 | Ecuador | 4:5 | Argentina | Predio de la Rural, Rosario |  |

- Libre:  Perú

| 13 de marzo de 2023 | Uruguay | 6:5 | Ecuador | Predio de la Rural, Rosario |  |

| 13 de marzo de 2023 | Brasil | 8:3 | Perú | Predio de la Rural, Rosario |  |

- Libre:  Argentina

| 15 de marzo de 2023 | Brasil | 13:0 | Ecuador | Predio de la Rural, Rosario |  |

| 15 de marzo de 2023 | Perú | 1:2 | Argentina | Predio de la Rural, Rosario |  |

- Libre:  Uruguay

| 16 de marzo de 2023 | Perú | 1:2 | Uruguay | Predio de la Rural, Rosario |  |

| 16 de marzo de 2023 | Argentina | 2:8 | Brasil | Predio de la Rural, Rosario |  |

- Libre:  Ecuador

### Grupo B
| Equipo    | Pts | PJ | PG | PG+ | PP | GF | GC | Dif |
| --------- | --- | -- | -- | --- | -- | -- | -- | --- |
| Colombia  | 9   | 4  | 3  | 0   | 1  | 14 | 9  | 5   |
| Paraguay  | 9   | 4  | 3  | 0   | 1  | 29 | 12 | 17  |
| Chile     | 6   | 4  | 2  | 0   | 2  | 12 | 18 | -6  |
| Bolivia   | 6   | 4  | 2  | 0   | 2  | 10 | 18 | -8  |
| Venezuela | 0   | 4  | 0  | 0   | 4  | 9  | 17 | -8  |

| 11 de marzo de 2023 | Bolivia | 4:2 | Venezuela | Predio de la Rural, Rosario |  |

| 11 de marzo de 2023 | Paraguay | 4:5 | Colombia | Predio de la Rural, Rosario |  |

- Libre:  Chile

| 12 de marzo de 2023 | Colombia | 3:2 | Chile | Predio de la Rural, Rosario |  |

| 12 de marzo de 2023 | Bolivia | 1:10 | Paraguay | Predio de la Rural, Rosario |  |

- Libre:  Venezuela

| 13 de marzo de 2023 | Colombia | 2:3 | Bolivia | Predio de la Rural, Rosario |  |

| 13 de marzo de 2023 | Chile | 4:3 | Venezuela | Predio de la Rural, Rosario |  |

- Libre:  Paraguay

| 15 de marzo de 2023 | Chile | 4:2 | Bolivia | Predio de la Rural, Rosario |  |

| 15 de marzo de 2023 | Venezuela | 4:5 | Paraguay | Predio de la Rural, Rosario |  |

- Libre:  Colombia

| 16 de marzo de 2023 | Venezuela | 0:4 | Colombia | Predio de la Rural, Rosario |  |

| 16 de marzo de 2023 | Paraguay | 10:2 | Chile | Predio de la Rural, Rosario |  |

- Libre:  Bolivia

## Fase final

### Cuadro general
|  | Semifinales | Semifinales |           |        | Final        | Final        |  |
|  |             |             |           |        |              |              |  |
|  |             |             |           |        |              |              |  |
|  | Brasil      | 7           |           |        |              |              |  |
|  | Brasil      | 7           |           |        |              |              |  |
|  | Paraguay    | 4           |           |        |              |              |  |
|  | Paraguay    | 4           |           | Brasil | 13           |              |  |
|  |             |             |           | Brasil | 13           |              |  |
|  |             |             | Argentina | 5      |              |              |  |
|  | Colombia    | 0           | Argentina | 5      |              |              |  |
|  | Colombia    | 0           |           |        |              |              |  |
|  | Argentina   | 2           |           |        | Tercer lugar | Tercer lugar |  |
|  | Argentina   | 2           |           |        | Tercer lugar | Tercer lugar |  |
|  |             |             |           |        |              |              |  |
|  |             |             |           |        | Paraguay     | 5            |  |
|  |             |             |           |        | Paraguay     | 5            |  |
|  |             |             |           |        | Colombia     | 7            |  |
|  |             |             |           |        | Colombia     | 7            |  |
|  |             |             |           |        |              |              |  |

### Quinto lugar
|  | Quinto puesto play-off |   |
|  |                        |   |
|  | 19 de marzo            |   |
|  |                        |   |
|  | Uruguay                | 5 |
|  | Uruguay                | 5 |
|  | Chile                  | 4 |
|  | Chile                  | 4 |

### Séptimo lugar
|  | Séptimo puesto play-off |   |
|  |                         |   |
|  | 18 de marzo             |   |
|  |                         |   |
|  | Perú                    | 6 |
|  | Perú                    | 6 |
|  | Bolivia                 | 3 |
|  | Bolivia                 | 3 |

### Noveno lugar
|  | Noveno puesto play-off |   |
|  |                        |   |
|  | 18 de marzo            |   |
|  |                        |   |
|  | Ecuador                | 2 |
|  | Ecuador                | 2 |
|  | Venezuela              | 1 |
|  | Venezuela              | 1 |

### Semifinales
| 18 de marzo de 2023 | Brasil | 7:4 | Paraguay | Predio de la Rural, Rosario |  |

| 18 de marzo de 2023 | Colombia | 0:2 | Argentina | Predio de la Rural, Rosario |  |

### Noveno lugar
| 18 de marzo de 2023 | Ecuador | 2:1 | Venezuela | Predio de la Rural, Rosario |  |

### Séptimo lugar
| 18 de marzo de 2023 | Perú | 6:3 | Bolivia | Predio de la Rural, Rosario |  |

### Quinto lugar
| 19 de marzo de 2023 | Uruguay | 5:4 | Chile | Predio de la Rural, Rosario |  |

### Tercer lugar
| 19 de marzo de 2023 | Paraguay | 5:7 | Colombia | Predio de la Rural, Rosario |  |

### Final
| 19 de marzo de 2023 | Brasil | 13:5 | Argentina | Predio de la Rural, Rosario |  |

|                            |
| Bandera de Brasil          |
| Campeón Brasil 3.er título |

## Clasificados alMundial de Fútbol Playa 2024
| Bandera de Brasil | Bandera de Argentina | Bandera de Colombia |
| Brasil            | Argentina            | Colombia            |

## Tabla general
| Pos. | Equipo    | Pts | PJ | PG | PG++ | PG+ | PP | GF | GC | Dif | Rend. |
| ---- | --------- | --- | -- | -- | ---- | --- | -- | -- | -- | --- | ----- |
| 1    | Brasil    | 18  | 6  | 6  | 0    | 0   | 0  | 55 | 16 | 39  | 100%  |
| 2    | Argentina | 11  | 6  | 3  | 1    | 0   | 2  | 21 | 30 | -9  | 61,1% |
| 3    | Colombia  | 12  | 6  | 4  | 0    | 0   | 2  | 21 | 16 | 5   | 66,6% |
| 4    | Paraguay  | 9   | 6  | 3  | 0    | 0   | 3  | 38 | 26 | 12  | 50%   |
| 5    | Uruguay   | 9   | 5  | 3  | 0    | 0   | 2  | 19 | 21 | -2  | 60%   |
| 6    | Chile     | 6   | 5  | 2  | 0    | 0   | 3  | 16 | 23 | -7  | 40%   |
| 7    | Perú      | 6   | 5  | 2  | 0    | 0   | 3  | 17 | 20 | -3  | 40%   |
| 8    | Bolivia   | 6   | 5  | 2  | 0    | 0   | 3  | 13 | 24 | -11 | 40%   |
| 9    | Ecuador   | 3   | 5  | 1  | 0    | 0   | 4  | 16 | 31 | -15 | 20%   |
| 10   | Venezuela | 0   | 5  | 0  | 0    | 0   | 5  | 10 | 19 | -9  | 0%    |

## Derechos de transmisión
Los siguientes empresas y canales son las autorizadas para la transmisión del torneo.
| País      | Difusor                        |
| --------- | ------------------------------ |
| Argentina | DSports y DeporTV              |
| Bolivia   | YouTube Copa América           |
| Brasil    | SporTV                         |
| Chile     | DSports                        |
| Colombia  | DSports y Telepacífico         |
| Ecuador   | DSports                        |
| Paraguay  | Tigo Sports                    |
| Perú      | DSports                        |
| Uruguay   | DSports                        |
| Venezuela | DSports y Meridiano Televisión |